# Pteronarcys comstocki
Pteronarcys comstocki är en bäcksländeart som beskrevs av Smith, L.W. 1917. Pteronarcys comstocki ingår i släktet Pteronarcys och familjen Pteronarcyidae. Inga underarter finns listade i Catalogue of Life.